# 高砂梭螺
高砂梭螺（学名：Takasagovolva honkakujiana）为一個海螺的物種，是梭螺科高砂菱角螺屬的一種海洋腹足綱软体动物:310。

## 分佈
分布于日本。

## 外部連結
- 維基物種上的相關：高砂梭螺